# Lietzen
Lietzen é um município da Alemanha, situado no distrito de Märkisch-Oderland, no estado de Brandemburgo. Tem 29,17 km² de área, e sua população em 2019 foi estimada em 670 habitantes.